# マルセル・ミンナルト

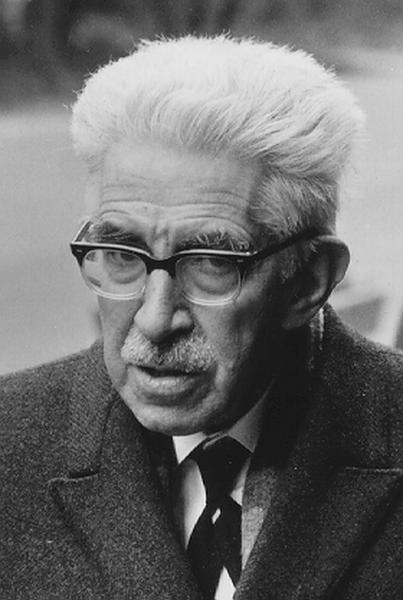
マルセル・ミンナルト

マルセル・ミンナルト（Marcel Gilles Jozef Minnaert，1893年2月12日 - 1970年10月26日）は、ベルギー生まれのオランダの天文学者である。

## 生涯
1914年ゲント大学で学位を得た。第一次世界大戦中、ドイツ帝国の占領地域でベルギーの国語をフランス語使用からオランダ語使用に変えていこうとする運動（フレミッシュ運動）に参加したため、戦後は亡命を余儀なくされた。
1918年にオランダのユトレヒト大学に職を得て、測光の研究を行ったが、天文学に転じ、太陽研究のパイオニアとなった。太陽大気の分光学研究を専門とした。1937年ゾーネンブルク天文台の所長になり、ユトレヒト大学の教授となった。1940年に発表された太陽スペクトルのユトレヒト・アトラス（スペクトル集）は高い評価を得た。1941年に反射分布関数のミンナルト関数を導いた。これは天体の光学測定に用いられる。
第2次大戦でドイツがオランダを占領すると、ミンナルトは左翼的で反ファシズム的な思想のために投獄された。

## 賞歴・献名
- 賞
  - イギリス王立天文学会ゴールドメダル（1947年）
  - ブルース・メダル（1951年）
  - ジュール・ジャンサン賞（1966年）
- 献名
  - 小惑星：(1670) ミンナルト[1]
  - 月のクレータ：ミンナルト